# Ботич, Ноа
Ноа Винко Ботич (англ. Noah Vinko Botic; род. 11 января 2002, Сидней) — австралийский футболист, нападающий клуба «Уэстерн Юнайтед».

## Клубная карьера
Ботич — воспитанник клубов «Уэстерн Сидней Уондерерс», «Сидней Олимпик», «Рокдейл Сити Санс» и немецкого «Хоффенхайм». Летом 2021 года игрок вернулся на родину, подписав контракт с «Уэстерн Юнайтед». 19 марта 2022 года в матче против «Сиднея» он дебютировал в А-Лиге. 11 февраля 2023 года в поединке против «Аделаида Юнайтед» Ноа забил свой первый гол за «Уэстерн Юнайтед». 

## Международная карьера
В 2018 году в составе юношеской сборной Австралии Ботич принял участие в юношеском чемпионате Азии в Малайзии. В 2019 году в составе юношеской сборной Австралии Павлешич принял участие в юношеском чемпионате мира в Бразилии. На турнире он сыграл в матчах против команд Эквадора, Венгрии, Нигерии и Франции. В поединках против нигерийцев, эквадорцев и венгров Ноа забил четыре гола.